# Saison 1985-1986 des Celtics de Boston
La saison 1985-1986 des Celtics de Boston est la 40e saison de la franchise américaine de la National Basketball Association (NBA). Les Celtics sortent d’une défaite en Finales NBA en six matchs contre les Lakers de Los Angeles.
En 1985-1986, les Celtics ont remporté 67 matchs, avec un bilan de 40-1 à domicile. Ces 40 victoires à domicile sont un record NBA qui se sera égalé que par les Spurs de San Antonio en 2016. 
Larry Bird remporte son troisième titre de MVP consécutif et Bill Walton, le titre de sixième homme de l'année. L’équipe est ancrée par le frontcourt de Bird, Kevin McHale et Robert Parish, qui est souvent considéré parmi les meilleurs frontcourts de l’histoire de la NBA.
En playoffs, les Celtics ont éliminé les Bulls de Chicago en trois matchs au premier tour, puis ont battu les Hawks d'Atlanta en cinq matchs en demi-finale de conférence, avant d'éliminer les Bucks de Milwaukee en quatre matchs en finale de conférence pour atteindre les Finales NBA, pour une troisième saison consécutive. En finale, les Celtics affrontent les Rockets de Houston, dans une revanche des Finales NBA 1981, que les Celtics remportent en six matchs. Les Celtics remportent alors leur 16e titre NBA.

## Draft
| Tour | Rang | Joueur       | Position | Nationalité | Provenance      |
| ---- | ---- | ------------ | -------- | ----------- | --------------- |
| 1    | 20   | Sam Vincent  | G        | États-Unis  | Michigan State  |
| 3    | 70   | Andre Battle | G        | États-Unis  | Loyola (IL)     |
| 4    | 93   | Cliff Webber | F        | États-Unis  | Liberty Baptist |
| 5    | 116  | Albert Butts | F        | États-Unis  | La Salle        |
| 6    | 139  | Ralph Lewis  | G        | États-Unis  | La Salle        |
| 7    | 162  | Chris Remly  |          | États-Unis  | Rutgers         |

## Classements de la saison régulière
| Conférence Est | Conférence Est         | Conférence Est | Conférence Est | Conférence Est |
| No             | Franchise              | Vic.           | Déf.           | PCT            |
| -------------- | ---------------------- | -------------- | -------------- | -------------- |
| 1              | Celtics de Boston      | 67             | 15             | 81.7           |
| 2              | Bucks de Milwaukee     | 57             | 25             | 69.5           |
| 3              | 76ers de Philadelphie  | 54             | 28             | 65.9           |
| 4              | Hawks d'Atlanta        | 50             | 32             | 61.0           |
| 5              | Pistons de Détroit     | 46             | 36             | 56.1           |
| 6              | Bullets de Washington  | 39             | 43             | 47.6           |
| 7              | Nets du New Jersey     | 39             | 43             | 47.6           |
| 8              | Bulls de Chicago       | 30             | 52             | 36.6           |
|                |                        |                |                |                |
| 9              | Cavaliers de Cleveland | 29             | 53             | 35.4           |
| 10             | Pacers de l'Indiana    | 26             | 56             | 31.7           |
| 11             | Knicks de New York     | 23             | 59             | 28.0           |

| Division Atlantique   | V  | D  | PCT  | GB |
| --------------------- | -- | -- | ---- | -- |
| Celtics de Boston     | 67 | 15 | 81.7 | -  |
| 76ers de Philadelphie | 54 | 28 | 65.9 | 13 |
| Bullets de Washington | 39 | 43 | 47.6 | 28 |
| Nets du New Jersey    | 39 | 43 | 47.6 | 28 |
| Knicks de New York    | 23 | 59 | 28.0 | 44 |

## Effectif
| Numéro | Joueur          | Position | Provenance                    |
| ------ | --------------- | -------- | ----------------------------- |
| 00     | Robert Parish   | C        | Centenary (LA)                |
| 3      | Dennis Johnson  | PG       | Pepperdine                    |
| 5      | Bill Walton     | C        | UCLA                          |
| 8      | Scott Wedman    | SF       | Colorado                      |
| 11     | Sam Vincent     | SG       | Michigan State                |
| 12     | Jerry Sichting  | PG       | Purdue                        |
| 32     | Kevin McHale    | PF       | Minnesota                     |
| 33     | Larry Bird      | SF       | Indiana State University      |
| 34     | Rick Carlisle   | SG       | University of Maine, Virginia |
| 35     | Sly Williams    | SF       | Rhode Island                  |
| 44     | Danny Ainge     | SG       | BYU                           |
| 45     | David Thirdkill | PF       | Bradley                       |
| 50     | Greg Kite       | C        | BYU                           |

## Campagne de playoffs

### Premier tour
(1) Celtics de Boston vs. (8) Bulls de Chicago: Boston remporte la série 3-0
- Game 1 @ Boston Garden, Boston (17 avril) : Boston 123 - 104 Chicago
- Game 2 @ Boston Garden, Boston (20 avril): Boston 135 - 131 Chicago (2OT)
- Game 3 @ Chicago Stadium, Chicago (22 avril) : Boston 122 - 104 Chicago

Les Celtics éliminent facilement les Bulls de Chicago en trois matchs lors du premier tour des playoffs. Le moment le plus marquant de la série réside dans le second match, remporté à l'issue d'une double prolongation, puisque Michael Jordan inscrit 63 points, s'appropriant le record de points marqués dans un match de playoffs, toujours actif.

### Demi-finale de conférence
(1) Boston Celtics vs. (4) Hawks d'Atlanta : Boston remporte la série 4-1
- Game 1 @ Boston Garden, Boston (27 avril) : Boston 103 - 91 Atlanta
- Game 2 @ Boston Garden, Boston (29 avril) : Boston 119 - 98 Atlanta
- Game 3 @ The Omni, Atlanta (2 mai) : Boston 111 - 107 Atlanta
- Game 4 @ The Omni, Atlanta (4 mai) : Atlanta 106 - 94 Boston
- Game 5 @ Boston Garden, Boston (6 mai) : Boston 132 - 99 Atlanta

Les Celtics se qualifient pour la finale de conférence à l'issue de cinq matchs face aux Hawks d'Atlanta.

### Finale de conférence
(1) Boston Celtics vs. (2) Bucks de Milwaukee : Boston remporte la série 4-0
- Game 1 @ Boston Garden, Boston (13 mai) : Boston 128 - 96 Milwaukee
- Game 2 @ Boston Garden, Boston (15 mai) : Boston 122 - 111 Milwaukee
- Game 3 @ The MECCA, Milwaukee (17 mai) : Boston 111 - 107 Milwaukee
- Game 4 @ The MECCA, Milwaukee (18 mai) : Boston 111 - 98 Milwaukee

La finale de la conférence Est oppose les Celtics, aux Bucks de Milwaukee, dauphins de Boston au classement de la saison régulière. L'équipe des Bucks est entraînée par Don Nelson, ancien joueur des Celtics. Boston bat Milwaukee en quatre matchs dans leur troisième confrontation en quatre ans dans les playoffs.

### Finales NBA
(1) Boston Celtics vs. (2) Rockets de Houston : Boston remporte les Finales 4-2

#### Match 1
| 26 mai 1986 | Rapport | Rockets de Houston 100, Celtics de Boston 112       | Rockets de Houston 100, Celtics de Boston 112 | Rockets de Houston 100, Celtics de Boston 112   |  | Boston Garden, Boston Affluence : 15 320 Arbitres : No. 14 Jack Madden No. 4 Ed T. Rush | CBS |
| 26 mai 1986 | Rapport | Score par quart-temps : 28–34, 31–27, 17–30, 24–21  |                                               |                                                 |  | Boston Garden, Boston Affluence : 15 320 Arbitres : No. 14 Jack Madden No. 4 Ed T. Rush | CBS |
| 26 mai 1986 | Rapport | Hakeem Olajuwon 33 Hakeem Olajuwon 12 Robert Reid 8 | Points Rebonds Passes d.                      | Bird, McHale 21 Dennis Johnson 11 Larry Bird 13 |  | Boston Garden, Boston Affluence : 15 320 Arbitres : No. 14 Jack Madden No. 4 Ed T. Rush | CBS |
| 26 mai 1986 | Rapport | Boston mène la série 1 à 0                          |                                               |                                                 |  | Boston Garden, Boston Affluence : 15 320 Arbitres : No. 14 Jack Madden No. 4 Ed T. Rush | CBS |

#### Match 2
| 29 mai 1986 | Rapport | Rockets de Houston 95, Celtics de Boston 117         | Rockets de Houston 95, Celtics de Boston 117 | Rockets de Houston 95, Celtics de Boston 117 |  | Boston Garden, Boston Affluence : 15 320 Arbitres : No. 20 Jess Kersey No. 25 Hugh Evans | CBS |
| 29 mai 1986 | Rapport | Score par quart-temps : 30–31, 20–29, 19–34, 26–23   |                                              |                                              |  | Boston Garden, Boston Affluence : 15 320 Arbitres : No. 20 Jess Kersey No. 25 Hugh Evans | CBS |
| 29 mai 1986 | Rapport | Hakeem Olajuwon 21 Hakeem Olajuwon 10 McCray, Reid 5 | Points Rebonds Passes d.                     | Larry Bird 31 Larry Bird 8 Larry Bird 7      |  | Boston Garden, Boston Affluence : 15 320 Arbitres : No. 20 Jess Kersey No. 25 Hugh Evans | CBS |
| 29 mai 1986 | Rapport | Boston mène la série 2 à 0                           |                                              |                                              |  | Boston Garden, Boston Affluence : 15 320 Arbitres : No. 20 Jess Kersey No. 25 Hugh Evans | CBS |

#### Match 3
| 1er juin 1986 | Rapport | Celtics de Boston 104, Rockets de Houston 106      | Celtics de Boston 104, Rockets de Houston 106 | Celtics de Boston 104, Rockets de Houston 106   |  | Compaq Center, Houston Affluence : 16 016 Arbitres : No. 17 Joe Crawford No. 11 Jake O'Donnell | CBS |
| 1er juin 1986 | Rapport | Score par quart-temps : 29–33, 30–29, 25–18, 20–26 |                                               |                                                 |  | Compaq Center, Houston Affluence : 16 016 Arbitres : No. 17 Joe Crawford No. 11 Jake O'Donnell | CBS |
| 1er juin 1986 | Rapport | Kevin McHale 28 Larry Bird15 Larry Bird 11         | Points Rebonds Passes d.                      | Ralph Sampson 24 Ralph Sampson 22 Robert Reid 9 |  | Compaq Center, Houston Affluence : 16 016 Arbitres : No. 17 Joe Crawford No. 11 Jake O'Donnell | CBS |
| 1er juin 1986 | Rapport | Boston mène la série 2 à 1                         |                                               |                                                 |  | Compaq Center, Houston Affluence : 16 016 Arbitres : No. 17 Joe Crawford No. 11 Jake O'Donnell | CBS |

#### Match 4
| 3 juin 1986 | Rapport | Celtics de Boston 106, Rockets de Houston 103      | Celtics de Boston 106, Rockets de Houston 103 | Celtics de Boston 106, Rockets de Houston 103         |  | Compaq Center, Houston Affluence : 16 016 Arbitres : No. 10 Darell Garretson No. 12 Earl Strom | CBS |
| 3 juin 1986 | Rapport | Score par quart-temps : 30–30, 33–34, 23–21, 20–18 |                                               |                                                       |  | Compaq Center, Houston Affluence : 16 016 Arbitres : No. 10 Darell Garretson No. 12 Earl Strom | CBS |
| 3 juin 1986 | Rapport | Robert Parish 22 Robert Parish 15 Larry Bird 10    | Points Rebonds Passes d.                      | Ralph Sampson 25 Hakeem Olajuwon 14 Ralph Sampson 9 = |  | Compaq Center, Houston Affluence : 16 016 Arbitres : No. 10 Darell Garretson No. 12 Earl Strom | CBS |
| 3 juin 1986 | Rapport | Boston mène la série 3 à 1                         |                                               |                                                       |  | Compaq Center, Houston Affluence : 16 016 Arbitres : No. 10 Darell Garretson No. 12 Earl Strom | CBS |

#### Match 5
| 5 juin 1986 | Rapport | Celtics de Boston 96, Rockets de Houston 111       | Celtics de Boston 96, Rockets de Houston 111 | Celtics de Boston 96, Rockets de Houston 111         |  | Compaq Center, Houston Affluence : 16 016 Arbitres : No. 25 Hugh Evans No. 14 Jack Madden | CBS |
| 5 juin 1986 | Rapport | Score par quart-temps : 28–26, 19–32, 18–28, 31–25 |                                              |                                                      |  | Compaq Center, Houston Affluence : 16 016 Arbitres : No. 25 Hugh Evans No. 14 Jack Madden | CBS |
| 5 juin 1986 | Rapport | Kevin McHale 33 Kevin McHale 8 Danny Ainge 5       | Points Rebonds Passes d.                     | Hakeem Olajuwon 32 Hakeem Olajuwon 14 Robert Reid 17 |  | Compaq Center, Houston Affluence : 16 016 Arbitres : No. 25 Hugh Evans No. 14 Jack Madden | CBS |
| 5 juin 1986 | Rapport | Boston mène la série 3 à 2                         |                                              |                                                      |  | Compaq Center, Houston Affluence : 16 016 Arbitres : No. 25 Hugh Evans No. 14 Jack Madden | CBS |

#### Match 6
| 8 juin 1986 | Rapport | Rockets de Houston 97, Celtics de Boston 114         | Rockets de Houston 97, Celtics de Boston 114 | Rockets de Houston 97, Celtics de Boston 114 |  | Boston Garden, Boston Affluence : 15 320 Arbitres : No. 14 Jack Madden No. 4 Ed T. Rush | CBS |
| 8 juin 1986 | Rapport | Score par quart-temps : 23–29, 15–26, 23–27, 36–32   |                                              |                                              |  | Boston Garden, Boston Affluence : 15 320 Arbitres : No. 14 Jack Madden No. 4 Ed T. Rush | CBS |
| 8 juin 1986 | Rapport | Hakeem Olajuwon 21 Hakeem Olajuwon 10 McCray, Reid 5 | Points Rebonds Passes d.                     | Larry Bird 29 Larry Bird 11 Larry Bird 12    |  | Boston Garden, Boston Affluence : 15 320 Arbitres : No. 14 Jack Madden No. 4 Ed T. Rush | CBS |
| 8 juin 1986 | Rapport | Boston gagne la série 4 à 2                          |                                              |                                              |  | Boston Garden, Boston Affluence : 15 320 Arbitres : No. 14 Jack Madden No. 4 Ed T. Rush | CBS |

Les Celtics affrontent le second de la conférence Ouest, les Rockets de Houston. L'entraineur des Rockets, Bill Fitch, connait très bien l'équipe de Boston. Il a en effet conduit les Celtics, comme entraineur, au titre NBA en 1981 avec K.C. Jones comme entraineur adjoint, qui est devenu entraineur des Celtics à son départ. Dans cette équipe de 1981 figuraient déjà Larry Bird, Kevin McHale et Robert Parish. Les Celtics de Boston gagnent cette série quatre victoires à deux, remportant ainsi leur seizième titre depuis 1957. Il leur faudra attendre 22 ans pour en remporter un dix-septième.
Larry Bird est une nouvelle fois élu MVP des Finales. Réalisant ainsi son second doublé, après celui de 1984, en étant MVP de saison régulière et MVP des Finales.
Cette série finale voit s'affronter sur le parquet sept joueurs qui seront intronisés au Basketball Hall of Fame : Larry Bird, Kevin McHale, Bill Walton, Robert Parish, Dennis Johnson pour les Celtics et Hakeem Olajuwon, Ralph Sampson pour les Rockets ainsi que K.C. Jones (intronisé comme joueur) entraineur des Celtics. Deux autres Hall of Famers des Celtics sont présents : Red Auerbach, président des Celtics et Tom Heinsohn qui commente les matchs à Boston pour CBS Sports.
À l'issue de la série, un documentaire vidéo de la saison NBA 1985-1986, connu sous le nom Sweet Sixteen, est sorti. David Perry succède comme narrateur à Dick Stockton qui relate les trois derniers documentaires des saisons NBA.
C'est le dernier championnat professionnel remporté par un club de la ville jusqu'en 2002, lorsque les Patriots de la Nouvelle-Angleterre remportent le Super Bowl XXXVI.
La chanson de clôture à la suite du match 6 est Whatever We Imagine de James Ingram.

## Statistiques

### Saison régulière
| Joueur          | MJ | MC | MPG  | FG%  | 3P%  | FT%  | RPG | APG | SPG | BPG | PPG  |
| --------------- | -- | -- | ---- | ---- | ---- | ---- | --- | --- | --- | --- | ---- |
| Danny Ainge     | 80 | 78 | 30.1 | .504 | .356 | .904 | 2.9 | 5.1 | 1.2 | 0.1 | 10.7 |
| Larry Bird      | 82 | 81 | 38.0 | .496 | .423 | .896 | 9.8 | 6.8 | 2.0 | 0.6 | 25.8 |
| Rick Carlisle   | 77 | 1  | 9.9  | .487 | .000 | .652 | 1.0 | 1.4 | 0.2 | 0.1 | 2.6  |
| Dennis Johnson  | 78 | 78 | 35.0 | .455 | .143 | .818 | 3.4 | 5.8 | 1.4 | 0.4 | 15.6 |
| Greg Kite       | 64 | 2  | 7.3  | .374 | .000 | .385 | 2.0 | 0.3 | 0.0 | 0.4 | 1.3  |
| Kevin McHale    | 68 | 62 | 35.3 | .574 |      | .776 | 8.1 | 2.7 | 0.4 | 2.0 | 21.3 |
| Robert Parish   | 81 | 80 | 31.7 | .549 |      | .731 | 9.5 | 1.8 | 0.8 | 1.4 | 16.1 |
| Jerry Sichting  | 82 | 7  | 19.5 | .570 | .375 | .924 | 1.3 | 2.3 | 0.6 | 0.0 | 6.5  |
| David Thirdkill | 49 | 0  | 7.9  | .491 | .000 | .625 | 1.4 | 0.3 | 0.2 | 0.1 | 3.3  |
| Sam Vincent     | 57 | 0  | 7.6  | .364 | .250 | .929 | 0.8 | 1.2 | 0.3 | 0.1 | 3.2  |
| Bill Walton     | 80 | 2  | 19.3 | .562 |      | .713 | 6.8 | 2.1 | 0.5 | 1.3 | 7.6  |
| Scott Wedman    | 79 | 19 | 17.7 | .473 | .354 | .662 | 2.4 | 1.1 | 0.5 | 0.3 | 8.0  |
| Sly Williams    | 6  | 0  | 9.0  | .238 | .000 | .583 | 2.5 | 0.3 | 0.2 | 0.2 | 2.8  |

### Playoffs
| Joueur          | MJ | MC | MPG  | FG%  | 3P%  | FT%   | RPG | APG | SPG | BPG | PPG  |
| --------------- | -- | -- | ---- | ---- | ---- | ----- | --- | --- | --- | --- | ---- |
| Danny Ainge     | 18 | 18 | 36.2 | .554 | .412 | .867  | 4.2 | 5.2 | 2.3 | 0.1 | 15.6 |
| Larry Bird      | 18 | 18 | 42.8 | .517 | .411 | .927  | 9.3 | 8.2 | 2.1 | 0.6 | 25.9 |
| Rick Carlisle   | 10 | 0  | 5.4  | .533 |      | .750  | 0.5 | 0.8 | 0.2 | 0.0 | 1.9  |
| Dennis Johnson  | 18 | 18 | 39.7 | .445 | .375 | .798  | 4.2 | 5.9 | 2.2 | 0.3 | 16.2 |
| Greg Kite       | 13 | 0  | 6.0  | .700 |      | .571  | 1.5 | 0.2 | 0.2 | 0.3 | 1.4  |
| Kevin McHale    | 18 | 18 | 39.7 | .579 | .000 | .794  | 8.6 | 2.7 | 0.4 | 2.4 | 24.9 |
| Robert Parish   | 18 | 18 | 32.8 | .471 |      | .652  | 8.8 | 1.4 | 0.5 | 1.7 | 15.0 |
| Jerry Sichting  | 18 | 0  | 15.2 | .443 | .000 | .429  | 0.9 | 2.2 | 0.3 | 0.0 | 3.2  |
| David Thirdkill | 13 | 0  | 3.6  | .333 | .000 | .455  | 0.6 | 0.2 | 0.2 | 0.0 | 1.3  |
| Sam Vincent     | 9  | 0  | 4.6  | .286 | .000 | 1.000 | 0.8 | 0.6 | 0.2 | 0.0 | 2.4  |
| Bill Walton     | 16 | 0  | 18.2 | .581 | .000 | .826  | 6.4 | 1.7 | 0.4 | 0.8 | 7.9  |
| Scott Wedman    | 12 | 0  | 11.8 | .392 | .500 | .750  | 1.8 | 0.7 | 0.8 | 0.3 | 3.8  |

## Récompenses
- Larry Bird, NBA Most Valuable Player
- Larry Bird, NBA Finals Most Valuable Player
- Larry Bird, All-NBA First Team
- Kevin McHale, NBA All-Defensive First Team
- Dennis Johnson, NBA All-Defensive Second Team
- Bill Walton, NBA Sixth Man of the Year